# 12. Königlich Bayerische Reserve-Infanterie-Brigade
Die 12. Reserve-Infanterie-Brigade war ein Großverband der Bayerischen Armee.

## Geschichte
Die Brigade wurde Anfang September 1914 aufgestellt. Sie war der am 30. Oktober 1914 errichteten 6. Reserve-Division unterstellt. Die Brigadestab wurde am 15. September 1918 aufgelöst und durch den Stab der 8. Infanterie-Brigade ersetzt.

## Gliederung vom 30. Oktober 1914
- Königlich Bayerisches 16. Reserve-Infanterie-Regiment
- Königlich Bayerisches 17. Reserve-Infanterie-Regiment

Nach dem 23. Januar 1917 wurde ihr zusätzlich das Reserve-Infanterie-Regiment 20 unterstellt.

## Kommandeure
| Dienstgrad                    | Name                    | Datum                                |
| ----------------------------- | ----------------------- | ------------------------------------ |
| Generalmajor/ Generalleutnant | Christoph Kiefhaber     | 10. September 1914 bis 16. März 1916 |
| Generalmajor z.D.             | Karl Weißmiller         | 17. März 1916 bis 27. Juni 1917      |
| Oberst                        | Ludwig von Vallade      | 27. Juni 1917 bis 6. Juli 1918       |
| Oberst                        | Jakob Ritter von Danner | 06. Juli bis 15. September 1918      |